# Oranžerie s hrnčírnou
Oranžerie s hrnčírnou v areálu zámku Lomnice u Tišnova v okrese Brno-venkov byla objevena v roce 2002 a v roce 2014 zpřístupněna veřejnosti. Je součásti zámeckého areálu, který byl v roce 1964 byl zapsán do Ústředního seznamu kulturních památek České republiky, a je součástí městské památkové zóny, která byla Ministerstvem kultury České republiky prohlášena v roce 1990.

## Historie
Po roce 1700, kdy byl majitelem lomnického panství Antonín Amatus Serényi, byla zahrada upravena do barokní podoby. Oranžerie, která se nachází pod opěrnou zdí nedaleko zámku, byla pravděpodobně postavena v roce 1777, i když v roce 1744 byly uváděny v zámecké zahradě dvě oranžerie a dále kaméliovník, fíkovna, ananasovna, růžovna, skleník pro pěstování pelargonií, součástí byl ovocný sad, sklad ovoce a dům zahradníka. Podle historické dokumentace bylo v oranžerii pěstováno v nádobách mimo jiné na sto různých exemplářů citroníků a pomerančovníků.
V roce 2002 byla zchátralá stavba náhodně objevena a byl zahájen její průzkum, při kterém byly odkryty základy historické hrnčířské pece, zahradních terakotových lemovek a sádrových forem k jejich výrobě a třecí mlýn na zpracování hlíny. Bývalá zámecká oranžerie s hrnčírnou a pecí tehdejšího panství Serényiů byla roku 2010 pro výjimečné historické hodnoty a jedinečnost prohlášena za kulturní památku. V roce 2012 byla zahájena záchrana oranžérie a v roce 2012 záchrana hrnčírny. V rámci oslav Dnů evropského dědictví byla 13. září 2014 slavnostně otevřena výstavní expozice s kolekcí nalezených a doplněných lemovek. V roce 2015 záchrana oranžerie s hrnčířskou pecí získala Cenu veřejnosti–Památky děkují v rámci ceny Národního památkového ústavu Patrimonium pro futuro.

## Architektura

### Exteriér
Budovy hrnčírny a oranžerie stojí v jihozápadní části zámeckého parku pod vysokou terasovou zdí. Oranžerie je přízemní stavba na půdorysu obdélníku o rozměrech 12.6 × 7,3 m s pultovou střechou. V průčelí přední části oranžerie je sokl a prosklená stěna členěna dřevěnými rámy. V levém bočním štítu jsou dveře a okno. V zadní stěně objektu jsou dřevěná vrata. Pultové střechy nesené vaznicovými krovy jsou kryté pálenou krytinou.
Budova hrnčírny je přízemní stavba s pultovou střechou, která přiléhá k severozápadní straně oranžerie a zadní stěnou se opírá o terasovou zeď. V průčelí jsou dvě okna.

### Interiér
Interiér oranžerie je rozdělen podélnou nosnou zdí do dvou částí. V přední části (oranžerie) je omítaný plochý strop podepřený průvlakem na dvou dřevěných sloupech. U prosklené stěny je po celé délce zděný cihlový pracovní pult. Zadní část má dvě prostory oddělené příčkou a půdní prostor. Stropy místností jsou ploché se záklopovým stropem.
Interiér hrnčírny tvoří dvě prostory propojené dveřmi. Vstup do hrnčírny vede dveřmi z oranžerie. V zadní komoře je umístěna hrnčířská jednokomorová pec.